# Euderces elvirae
Euderces elvirae là một loài bọ cánh cứng trong họ Cerambycidae.